# Pro Evolution Soccer 2012
Pro Evolution Soccer 2012 (abreviado como PES 2012 y conocido como World Soccer: Winning Eleven 2012 en Japón) es un videojuego de fútbol desarrollado y publicado por Konami el 27 de septiembre de 2011.
En la portada aparece Cristiano Ronaldo, aunque en la versión para Latinoamérica aparece acompañado por Neymar.

## Demos
El 25 de agosto de 2011 Konami lanzó la primera demo del juego. En este se podían disputar encuentros amistosos entre cuatro equipos europeos: Manchester United, AC Milan, FC Porto y SSC Napoli. Además, se podían jugar partidos entre los dos finalistas de la Copa Libertadores 2011, Santos y Peñarol, en la modalidad destinada a este torneo. También era posible practicar parte del nuevo sistema de juego en la sección de entrenamiento. Mientras tanto, la 2ª demo, fue lanzada el 14 de septiembre, contando con 6 equipos, los europeos Tottenham Hotspur, FC Bayern Múnich, Inter de Milán, Rangers FC y los americanos C.F. América y SC Internacional.

## Modos de juego

### Exhibición
- Amistoso: el jugador elige dos equipos para disputar un partido amistoso (se puede jugar con hasta 8 jugadores, además se puede elegir las opciones del partido).
- Inicio rápido para un jugador: el jugador elige un equipo y su rival y juega un partido sin elegir las opciones y sin ver la presentación.
- Inicio rápido para dos jugadores: los dos jugadores eligen un equipo y juegan un partido sin elegir las opciones y sin ver la presentación.
- Penaltis: el jugador elige dos equipos para disputar una tanda de penaltis.
- UEFA Champions League: en este modo el jugador debe elegir un equipo europeo para disfrutar del mayor campeonato del fútbol de dicho continente.
- UEFA Europa League(*): en este modo el jugador debe elegir un equipo europeo para disfrutar la élite del gran torneo del antiguo continente.
- Copa Santander Libertadores: en este modo el jugador debe elegir un equipo latinoamericano para disfrutar del mayor campeonato de fútbol de Latinoamérica.
- Copa Santander Libertadores 2012 (Actualización 4.00) (**): este modo debe ser descargado a través del DLC 4.00. En este modo el jugador debe elegir un equipo latinoamericano para disfrutar del mayor campeonato de fútbol de Latinoamérica, pero la edición de 2012, con los equipos clasificados a esta.
- UEFA Super Cup (*): en este modo se enfrentan el campeón de la Champions League contra el campeón de la Europa League. Sólo está disponible en los modos de Liga, Liga máster y Ser Una Leyenda.

### Football Life
- Liga máster: en este modo el jugador debe elegir un equipo de los presentes en el juego y realizar transferencias en el mismo, jugando partidos en la liga seleccionada.
- Ser una leyenda: el jugador crea un futbolista o elige un real(**) (que puede ser defensor, mediocampista o delantero) y lo controla desde el inicio de su carrera hasta su retiro, pasando por distintos clubes y hasta llegando a conseguir un puesto en la selección nacional.
- Jugador mundial(****): en este modo se puede tomar el control de un jugador real y enfréntate al desafío de una temporada completa.
- Propietario del club (**): este modo debe desbloquearse en la galería. El jugador será el presidente del club que elija. Se deberá controlar el dinero del club y el contrato de nuevos entrenadores para hacer que el equipo gane partidos.

Cabe destacar que en todas las secciones de Football Life (Vida Futbolística), no se pueden seleccionar equipos de la Copa Santander Libertadores 2012.

### Ligas
En este modo el jugador debe escoger una de las 5 ligas europeas existentes en el juego (Inglesa, Italiana, Portuguesa, Holandesa, Francesa y Española) o la ficticia Liga PES y disputar todos los torneos existentes durante las temporadas que el jugador desee, pudiendo de esta forma disputar las competiciones europeas y optar a entrar en el olimpo del fútbol.
- Liga D2 (***): el jugador elige uno de los 18 equipos de ella y disputa el torneo para subir a una de las otras ligas (Solo jugable en Liga Master, en Football Life).
- Liga Internacional (****): el jugador debe elegir un equipo y disputa con el un torneo con otros clubes.

### Copas
- La Copa de Europa: parodia a la Eurocopa. Es el campeonato europeo de fútbol. El jugador elige uno de los países de dicho continente y disputar el torneo.
- La Copa de América: parodia a la Copa América y la Copa de Oro de la CONCACAF. Es el campeonato americano de fútbol. El jugador elige uno de los países de dicho continente y disputar el torneo.
- La Copa de África: parodia a la Copa Africana de Naciones. Es el campeonato africano de fútbol. El jugador elige uno de los países de dicho continente y disputar el torneo.
- La Copa de Asia-Oceanía: parodia a la Copa Asiática y la Copa de las Naciones de la OFC. Es el campeonato asiático y oceánico de fútbol. El jugador elige uno de los países de dichos continentes y disputar el torneo.
- La Copa Internacional: parodia a la Copa Mundial de Fútbol. Es el campeonato mundial de fútbol. El jugador elige uno de los países del mundo y disputar el torneo.
- Copa Konami (****): es el campeonato que puede ser definido a elección del jugador. El mismo deberá elegir si se trata de un torneo a modo de liga (largo o corto), de un torneo a modo eliminatorio, la cantidad de equipos y de jugadores, el sistema de alargue y de penales, entre otras cosas.

### Otros modos
- On-Line (**): en este modo el jugador puede jugar partidos amistosos contra cualquier otro jugador del mundo. También se podrá participar en diferentes campeonatos y comunidades.
- Comunidad: en este modo podrás jugar partidos con miembros de la comunidad.
- Selección de Partidos: en este modo el jugador podrá elegir cuatro equipos y de ellos seleccionar los jugadores que él quiera para disputar un partido.
- Entrenamiento: en este modo el jugador debe elegir un equipo para entrenarse a su manera: tiros al arco, tiros libres, córneres, entre otras cosas. Existe también el entrenamiento intensivo, donde el jugador debe entrenarse de manera más complicada.
- Editar: en este modo el jugador puede modificar a los jugadores, sus apariencias, sus estadísticas, los equipos, los nombres de las ligas, copas, entre otras cosas.
- Galería: en este modo el jugador puede ver el historial del juego, los trofeos ganados, los créditos, distinciones individuales, la cantidad de tiempo que se permaneció en cada modo, entre otras cosas.
- Ajuste de Sistema: en este modo el jugador puede configurar el idioma en pantalla y en los comentarios.

(*)Disponible únicamente en el Modo Liga máster, Liga y Ser Una Leyenda, y solo para la versión de PC, PS3 y Xbox 360. 
 (**)Disponible únicamente para la versión de PC, PS3 y Xbox 360. 
 (***)Para la versión de PS2, PSP y Wii, disponible únicamente en el Modo Liga máster. 
 (****) Disponible únicamente para la versión de PS2, PSP y Wii.

## Competiciones

### Internacionales
- UEFA Champions League
- Copa Santander Libertadores
- UEFA Europa League Solo para PS3, Xbox 360 y PC, (En PS2 y Wii solo disponible Liga máster (European Masters Cup))
- UEFA Super Cup Solo para PS3, Xbox 360 y PC.

Nota: solamente se puede disputar directamente la UEFA Champions League y la Copa Santander Libertadores con los equipos deseados desde sus respectivos modos a través del menú principal, aparte de esto tan solo pueden disputarse los campeonatos europeos (Champions, Europa League y Super Cup) en los modos Football Life, Ligas y Copas.

#### Copa Santander Libertadores
Los clubes de América incluidos en el juego, son los 38 equipos que participaron en la Copa Libertadores 2011. Como en el Pro Evolution Soccer 2011, estos equipos solo pueden ser utilizados para disputar dicha competición continental en modo amistoso o competición (no están disponibles para amistosos, Liga Master, Liga o Copa). A pesar de eso, los jugadores pueden ser transferibles a otros equipos (no disponible en PS2 y PSP).
| - Argentinos Juniors - Godoy Cruz - Independiente - Vélez Sarsfield - Bolívar - Jorge Wilstermann - Oriente Petrolero - Corinthians - Cruzeiro | - Fluminense - Grêmio - Internacional - Santos - Colo-Colo - Unión Española - Universidad Católica - Deportes Tolima - Junior - Once Caldas | - Deportivo Quito - Emelec - Liga de Quito - América - Jaguares de Chiapas - San Luis - Cerro Porteño - Guaraní - Libertad - Alianza Lima | - León de Huánuco - Universidad San Martín - Liverpool - Nacional - Peñarol - Caracas - Deportivo Petare - Deportivo Táchira |

#### DLC (Copa Libertadores 2012)
| - Arsenal - Boca Juniors - Godoy Cruz - Lanús - Vélez Sarsfield - Bolívar - The Strongest - Real Potosí - Corinthians - Flamengo | - Fluminense - Internacional - Santos - Vasco da Gama - Unión Española - Universidad de Chile - Universidad Católica - Junior - Atlético Nacional - Once Caldas | - Deportivo Quito - El Nacional - Emelec - Cruz Azul - Guadalajara - Tigres - Libertad - Nacional - Olimpia - Alianza Lima | - Juan Aurich - Sport Huancayo - Defensor Sporting - Nacional - Peñarol - Caracas - Deportivo Táchira - Zamora |

### Ligas Nacionales
Para esta edición, hace su debut la Liga De Portugal, del resto, son las mismas de la edición anterior.

#### Ligas totalmente licenciadas
- Ligue 1
- Eredivisie
- LaLiga

#### Ligas parcialmente licenciadas
- Premier League
- Serie A
- Primeira Liga (Nueva)

A la derecha se encuentran los nombres como aparecen en el juego y a la izquierda el verdadero.
| - Arsenal FC (North London) - Aston Villa FC (West Midlands Village) - Blackburn Rovers FC (Lancashire) - Bolton Wanderers (Middlebroock) - Chelsea FC (London FC) - Everton FC (Merseyside Blue) - Fulham FC (West London White) | - Liverpool FC (Merseyside Red) - Manchester City (Man Blue) - Manchester United - Newcastle United (Tyneside) - Norwich City (Northluck C) - Queens Park Rangers (North West London) - Stoke City (The Potteries) | - Sunderland AFC (Wearside) - Swansea City (Swearcle) - Tottenham Hotspur - West Bromwich Albion (West Midlands Stripes) - Wigan Athletic (Lancanshire Atheltic) - Wolverhampton Wanderers (Wolves) |

##### Serie A
Todos los equipos están licenciados; el escudo y el nombre de la liga son ficticios.

##### Primeira Liga
A la derecha se encuentran los nombres como aparecen en el juego y a la izquierda el verdadero.
| - Académica (Aratalcao) - Beira-Mar (Befmaxao) - SL Benfica - Braga (Bresigne) - CD Feirense (Forceilho) - Gil Vicente (Gavorence) - UD Leiria (Uqueidol) - Marítimo (Maseadeira) | - Nacional (Nardimcol) - Paços Ferreira (Podefteza) - FC Porto - Rio Ave (Rovaneche) - Sporting CP - SC Olhanense (Osquancha) - Vitória Guimarães (Visicutao) - Vitória Setúbal (Verfolcao) |

#### Ligas ficticias
Como en las ediciones anteriores, hay dos ligas ficticias.
- Liga PES (con 18 equipos)
- Liga 2.ª div (con 18 equipos)

Ambas ligas se pueden utilizar en todos los modos, pero en PS2 y en PSP solo están disponibles en Liga Master.

##### Liga PES
| - Almchendolf - Ehrenhofstadt - Fineseeberg - Theeselva - Herismakhgia | - Marguaparrena - Serignaluca - Celuvarus - Tedloghec - Waryamosuk - Nakhqachev | - Saintragler - Blookrows - Mrabspor - Trunecan - Nelapoltsk - Ghartenova |

##### Liga 2.ªdiv.
| - Wondengine Town - C.S. Squanoer - Ganzoraccio - FSV Sarmtonburg - Johachnaard V.V. - S.D. Quaztolla | - C.D. Raltonvegua - FC Nortovka - Cantlesir Spor - K.S. Szelawce - Jorudberg FF - Hjorwesland BK | - FK Odersteich - KVC Meirkugaurt - CS Iolceanicu - A.C. Nitsaloskis - PES United - WE United |

## Equipos y selecciones
Para esta edición, se ausentan los clubes Anderlecht y Club Brugge de Bélgica, Slavia Praga de República Checa, Weder Bremen de Alemania, Cluj, Dinamo Bucarest y Unirea Urziceni de Rúmania, Spartak Moscú de Rusia, Estrella Roja de Belgrado de Serbia en Europa, y el Club Internacional de Brasil en Latinoamérica, pero a su vez, hacen su debut 4 equipos en Europa, el cual se nombraran aquí abajo, del resto, son los mismos de la edición anterior.

### Europa
| - Bayern Múnich - Bayer Leverkusen - Standard Liège - K.R.C. Genk - Dinamo Zagreb - F.C. Copenhague - Celtic F.C. - Rangers F.C. | - HJK Helsinki - AEK Atenas F.C. - Olympiacos F.C. - Panathinaikos F.C. - PAOK Salónica F.C. - Rosenborg BK - Wisła Kraków (Nueva) - Sparta Praga - Oţelul Galaţi (Nueva) - Rubin Kazán | - PFC CSKA Moscú (Nueva) - Zenit de San Petersburgo - AIK Estocolmo - FC Basel - Beşiktaş J.K. - Fenerbahçe S.K. - Galatasaray S.K. - Trabzonspor K. (Nueva) - Dinamo de Kiev - Shakhtar Donetsk |

### Latinoamérica
- Boca Juniors
- River Plate

### Selecciones nacionales
Para esta edición, se destaca la ausencia de las selecciones de Trinidad y Tobago y Omán, siendo remplazadas por Panamá y Jordania, también se pierden las licencias de las selecciones de Argentina y Costa de Marfil.
| Región         | Selección              | Licencia | Notas |
| -------------- | ---------------------- | -------- | ----- |
| Europa         | Alemania               | 1        |       |
| Europa         | Austria                | 2        |       |
| Europa         | Bélgica                | 2        |       |
| Europa         | Bosnia-Herzegovina     | 3        |       |
| Europa         | Bulgaria               | 2        |       |
| Europa         | Croacia                | 1        |       |
| Europa         | Dinamarca              | 2        |       |
| Europa         | Escocia                | 1        |       |
| Europa         | Eslovaquia             | 3        |       |
| Europa         | Eslovenia              | 2        |       |
| Europa         | España                 | 1        |       |
| Europa         | Francia                | 1        |       |
| Europa         | Finlandia              | 2        |       |
| Europa         | Gales                  | 3        |       |
| Europa         | Grecia                 | 1        |       |
| Europa         | Países Bajos           | 1        |       |
| Europa         | Hungría                | 2        |       |
| Europa         | Inglaterra             | 1        |       |
| Europa         | Irlanda                | 1        |       |
| Europa         | Irlanda del Norte      | 1        |       |
| Europa         | Islandia               | 3        |       |
| Europa         | Israel                 | 2        |       |
| Europa         | Italia                 | 1        |       |
| Europa         | Montenegro             | 3        |       |
| Europa         | Noruega                | 2        |       |
| Europa         | Polonia                | 2        |       |
| Europa         | Portugal               | 1        |       |
| Europa         | República Checa        | 1        |       |
| Europa         | Rumania                | 2        |       |
| Europa         | Rusia                  | 2        |       |
| Europa         | Serbia                 | 3        |       |
| Europa         | Suecia                 | 2        |       |
| Europa         | Suiza                  | 2        |       |
| Europa         | Turquía                | 1        |       |
| Europa         | Ucrania                | 3        |       |
| África         | Angola                 | 3        |       |
| África         | Argelia                | 3        |       |
| África         | Camerún                | 3        |       |
| África         | Costa de Marfil        | 2        |       |
| África         | Egipto                 | 2        |       |
| África         | Ghana                  | 2        |       |
| África         | Guinea                 | 3        |       |
| África         | Mali                   | 3        |       |
| África         | Marruecos              | 2        |       |
| África         | Nigeria                | 3        |       |
| África         | Senegal                | 3        |       |
| África         | Sudáfrica              | 2        |       |
| África         | Togo                   | 3        |       |
| África         | Túnez                  | 3        |       |
| América        | Costa Rica             | 3        |       |
| América        | Estados Unidos         | 3        |       |
| América        | Canadá                 | 3        |       |
| América        | México                 | 3        |       |
| América        | Honduras               | 3        |       |
| América        | Panamá                 | 3        | Nueva |
| América        | Argentina              | 2        |       |
| América        | Bolivia                | 2        |       |
| América        | Brasil                 | 2        |       |
| América        | Chile                  | 2        |       |
| América        | Colombia               | 2        |       |
| América        | Ecuador                | 2        |       |
| América        | Paraguay               | 3        |       |
| América        | Perú                   | 2        |       |
| América        | Uruguay                | 2        |       |
| América        | Venezuela              | 3        |       |
| / Asia/Oceanía | Arabia Saudita         | 3        |       |
| / Asia/Oceanía | Australia              | 1        |       |
| / Asia/Oceanía | Baréin                 | 3        |       |
| / Asia/Oceanía | China                  | 3        |       |
| / Asia/Oceanía | Corea del Norte        | 3        |       |
| / Asia/Oceanía | Corea del Sur          | 1        |       |
| / Asia/Oceanía | Emiratos Árabes Unidos | 2        |       |
| / Asia/Oceanía | Irak                   | 2        |       |
| / Asia/Oceanía | Irán                   | 2        |       |
| / Asia/Oceanía | Japón                  | 1        |       |
| / Asia/Oceanía | Jordania               | 3        | Nueva |
| / Asia/Oceanía | Kuwait                 | 3        |       |
| / Asia/Oceanía | Nueva Zelanda          | 2        |       |
| / Asia/Oceanía | Qatar                  | 3        |       |
| / Asia/Oceanía | Tailandia              | 3        |       |
| / Asia/Oceanía | Uzbekistán             | 3        |       |

1: Licenciados el uniforme y los jugadores.
2: Sólo licenciados los jugadores.
3: Sin licencia.

## Jugadores ficticios
Estos son los verdaderos nombres de los jugadores ficticios del PES 2012 (a la izquierda el nombre ficticio, a la derecha el nombre real), Existe(*).

### África
Angola
| - Lacho – Lamá - Kalon – Kali - Zuina – Francisco Zuela - Del Carerro – Dias Caires - Beibai – Dédé - Xapta – Xara (error edad) - Jaym – Ricardo Job (error altura) - Ze Calran – Zé Kalanga | - Gildingua – Sebastião Gilberto - Djenam – Djalma * - Maridio – Manucho - Catnel – Carlos Fernandes - Wagrol – Wilson Alegre - Maneraz – Rui Marques - Jaskina – Jamuana - Maleno – Mabiná | - Alez Maracal – André Macanga - Kivarvan – Dominique Kivuvu - Stvoral – Stélvio - Geldao – Geraldo - Salquena – José da Silva Santana - Vurzoghica – José Pierre Vunguidica - Roui – Love |

 Argelia
| - Ertolin – Raïs M’Bolhi - Bergard – Madjid Bougherra * - Herthe – Rafik Halliche * - Guermoudra – Adlène Guedioura * - Bernoi – Nadir Belhadj - Yeghuma – Hassan Yebda - Zilain – Karim Ziani - Boudourabe – Ryad Boudebouz * | - Djambou – Rafik Djebbour * - Ghillam – Abdelkader Ghezzal - Ziore – Abdelmalek Ziaya - Zenoche – Mohamed Zemmamouche - Guerain – Lounès Gaouaoui - Meraj – Carl Medjani * - Yourha – Antar Yahia - Bernard – Habib Bellaïd | - Laferd – Abdelkader Laïfaoui - Karemou – Foued Kadir * - Aleije – Chadli Amri - Moerboha – Djamel Mesbah * - Lawgo – Medhi Lacen * - Abadan – Djamel Abdoun - Mouzuqui – Karim Matmour |

 Guinea
| - Yajumoura – Naby Yattara - Zaloom – Kamil Zayatte - Kawalawali – Oumar Kalabane - I. Casila – Ibrahima Camara - Iwandailin – Ibrahima Diallo - Malmager – Mamadou Bah - Comtyloerre – Kévin Constant * - Isoubarrer – Ibrahima Bangoura | - Ibouyattin – Ibrahim Yattara - Magipole – Fodé Mansaré * - Kamolosilah – Karamoko Cissé - Kelkyolon – Kémoko Camara - Yuratoele – Youssouf Touré - Maldeiraule – Mamadou Diallo - Balt – Bobo Baldé - Hubasque – Habib Baldé | - Alguecissin – Amadou Cissé - Molssayba – Mohamed Sakho - Sagnalei – Richard Soumah * - Ilietour – Ibrahima Traoré - Feilturo – Pascal Feindouno - Latoire – Larsen Touré * - I. Bangua – Ismaël Bangoura |

 Mali
| - Orousikoeno - Oumar Sissoko - Koulecissin - Kalifa Cissé - Couinami - Adama Coulibaly * - Dernathe - Drissa Diakite * - Tundulin - Adama Tamboura - Derrow - Mahamadou Diarra - Kailletour - Kalilou Traoré - Almateaulei - Abdou Traoré * | - Sim Deirelua Sigamary Diarra * - Maintrard - Mahamane Traoré - Marcevou - Modibo Maiga * - Smiladerante - Soumbeïla Diakité - Malmasiton - Mahamadou Sidibé - Kasouta - Cédric Kanté - Alimaruha - Abdoulaye Maïga - Barthai - Ousmane Berthé | - Armositon - Amadou Sidibé * - Iboukinc - Ismaël Keita - Base Troerei - Bakaye Traoré * - Yahorqua - Sambou Yatabaré * - Yagnebour - Mustapha Yatabaré - Cidaberert - Cheik Diabaté * - Sarqui - Mamadou Samassa * |

 Marruecos
| - Morderd - Ahmed Mohamedina - Benarored - Mehdi Benatia * - Karmani - Ahmed Kantari * - Chrontin - Michaël Chrétien * - Sleille - Rachid Soulaimani - Khasva - Houssine Kharja * - Berdard - Younès Belhanda * - Tarouge - Adel Taarabt * | - Boutarau - Mbark Boussoufa - J. Liggi - Youssouf Hadji * - Charack - Marouane Chamakh * - Lawazuri - Nadir Lamyaghri - Fermouch - Karim Fegrouche - Bezonouku - Chakib Benzoukane - Kadeu - Badr El Kaddouri * - Masule - Hicham Mahdoufi | - Herimtoe - Adil Hermach - Erameone Karim El Ahmadi - Carlagoza - Mehdi Carcela * - Bencelafe - Mohamed Berrabeh - Evezoer - Nabil El Zhar - Eliohamd - Mounir El Hamdaoui * - Eliarain - Youssef El-Arabi * |

 Nigeria
| - Agberau - Dele Aiyenugba - Yoto - Joseph Yobo * - Roguan - Rabiu Afolabi - Owachuk - Chibuzor Okonkwo - Taiya Kauyo - Taye Taiwo * - Miccko - Obi Mikel * - Owucha - Joel Obi * - Mouchu - Ahmed Musa * | - Ormoa - Victor Obinna - Ucheku Peter Utaka - Arthegue - Victor Anichebe * - Entelana - Vincent Enyeama * - Armize - Dele Ajiboye - Adolers - Dele Adeleye - Obechak - Michael Odibe - Odoncor - Chidi Odiah * | - Foly - Femi Ajilore - Ethlop - Dickson Etuhu * - Kartzeham - Kalu Uche - Mayukins - Obafemi Martins * - Urkham - Ikechukwu Uche * - Otherque - Solomon Okoronkwo - Ogardingie - Peter Odemwingie * |

 Senegal
| - Citiedrey - Cheick N'Diaye - Maquqlina - Kader Mangane * - Dercare - Pape Diakhaté - Dale - Omar Daf * - Domlo - Boukary Dramé * - Reingoille - Rémi Gomis * - Tarjean - Mickaël Tavares - Iwindura - Issiar Dia * | - Ndjamqua - Deme N'Diaye - Samou - Moussa Sow * - Njango - Mamadou Niang * - Courotoi - Bouna Coundoul - Sylga - Tony Sylva - Dirara - Souleymane Diawara * - Ferain - Jacques Faty - Luisaneau - Ludovic Sané * | - Nieshima - Guirane N'Daw * - Flue - Abdoulaye Faye - Karna - Diomansy Kamara - Magdeaux - Mame Diouf * - Slimcasila - Souleymane Camara * - Poulecissin - Papiss Cissé - Dulaingui - Demba Ba * |

 Togo
| - Paymon - Juvénal Pedomey - Apinko - Serge Akakpo - Marque -Senah Mango - Marha - Abdoul Mamah - Toyna - Assimiou Touré - Romeil - Alaixys Romao * - Argne - Komlan Amewou - Gualimp - Serge Gakpé | - Farouqui - Floyd Ayité * - Azanimeil - Emmanuel Adebayor * - Bourchoe - Razak Boukari * - Oknali - Kodjovi Obilalé - Tchamba - Baba Tchagouni * - Eildin - Kwami Eninful - Nilangua - Daré Nibombé - Arnacoupe - Euloge Ahodikpe | - Mlo Saylain - Moustapha Salifou - Donaitqui - Thomas Dossevi - Oyungude - Adékambi Olufadé - Jarouqui - Jonathan Ayité * - Ktorinmbi - Liyabé Kpatoumbi - Asewi - Camaldine Abraw - Kusaba Koro - Mohamed Kader |

 Túnez
| - Marmaroui - Aymen Mathlouthi - Valeme - Karim Haggui - Jeanma - Ammar Jemal - Irimi - Bilel Ifa - Mikhur - Yassin Mikari * - Tcaray - Mejdi Traoui - Kobaura - Khaled Korbi - Beyamp - Wissem Ben Yahia | - Bekhaleneaux - Fahid Ben Khalfallah * - Damir - Oussama Darragi - Jerg - Issam Jemâa - Karauni - Hamdi Kasraoui - Jirquen - Rami Jridi - Melrei - Karim Saidi - Fayno - Radhouène Felhi - Aladin Yana - Alaeddine Yahia | - Boudi - Anis Boussaidi - Skuloi - Khaled Souissi - Meunoh - Mehdi Meriah - Hanouai - Chadi Hammami - Dalmou - Zouheir Dhaouadi - Chanrau - Amine Chermiti - Aredo - Sami Allagui |

### América
Canadá
| - Bodjank – Milan Borjan - Mckile – Kevin McKenna - Haizourei – André Hainault - Lakeboom – Nikolas Ledgerwood - Kmkovski – Michael Klukowski - Dangard – Terry Dunfield - De Muilen – Julian de Guzmán - Voljaudin – Will Johnson | - Di Ronailo – Dwayne De Rosario - Joesampton – Josh Simpson - Gerard – Ali Gerba - Hitchserno – Lars Hirschfeld - Alsabille – Haidar Al-Shaïbani - Elmoir – David Edgar - Petroir – Jaime Peters - Borbooudes – Beaulieu Bourgault | - Haltheron – Atiba Hutchinson * - Nakaya Felipe – Nakajima Farran - Marondjorg – Marcel de Jong - Pavuli – Pedro Pacheco - Reudots – Tosaint Ricketts - Furnard – Rob Friend - Syjouineau – Simeon Jackson * - Alsabille - Haidar Al-Shaïbani |

 Costa Rica
| - Kernagoz – Keylor Navas * - Aquinta – Johnny Acosta - Madcell – Dennis Marshall - Salsaquera – José Salvatierra - Deroquez – Júnior Díaz * - Guillau – Allen Guevara - Bogamoz – Celso Borges - Megar – Heiner Mora | - Bortez – Christian Bolaños * - Bela Luigi – Bryan Ruiz * - Sagoiro – Álvaro Saborío - Limonera – Leonel Moreira - Glenam – Donny Grant - Dorzo – Óscar Duarte - Gavona – Cristian Gamboa - Odeloza – Bryan Oviedo * | - Cuzina – José Miguel Cubero - Delguzo – David Guzmán - Magomazer – Diego Madrigal * - Ugnaqui – Marco Ureña - Rabllazon – Randall Brenes - Champuz – Joel Campbell - Marianose – Josué Martínez |

 Estados Unidos
| - Hallaso – Tim Howard * - Gustaphon – Clarence Goodson - Bonacelna – Carlos Bocanegra - Chilinder – Steve Cherundolo - Legouroj – Eric Lichaj - Blawney – Michael Bradley - Jochima – Jermaine Jones - Dotan – Landon Donovan | - Dewlay – Clint Dempsey - Anders – Juan Agudelo - Aztore – Jozy Altidore - Hurtlon – Marcus Hahnemann - Riemas – Nick Rimando - Spartio – Jonathan Spector - Olieve – Oguchi Onyewu - Reperl – Tim Ream | - Bontfain – Jonathan Bornstein - Ezlo – Maurice Edu - Filander – Benny Feilhaber - Robert – Robbie Rogers - Kujtolan – Sacha Kljestan - Alna – Freddy Adu - Wartomski – Chris Wondolowski |

 Honduras
| - Noel valladares – Noel Valladares - Chulitoz – Osman Chávez * - Mayl Fedela – Maynor Figueroa * - Salzan – Mauricio Sabillón - Iztore – Emilio Izaguirre * - Horgu Tozra – Hendry Thomas * - Wel Palionz – Wilson Palacios * - Wair Matelan – Walter Martínez (error en edad) | - El Marqualez – Emil Martínez - Belssotan – Jerry Bengtson - Cortani – Carlo Costly - Eltogal – Donis Escober - Varlladad – Orlin Canales - Bentarcaz – Víctor Bernárdez - Lesllan – Johnny Leverón - Bercharzo – Brayan Beckeles (error en pierna hábil) | - Os Gareia – Óscar Boniek García - Menaujo – Alfredo Mejía - Detolazo – Édder Delgado - Elpozca – Roger Espinoza - Pollarivo – Javier Portillo - Rao Nugre – Ramón Núñez - Herjolado – Eddie Hernández |

 México
| - Orgo – Guillermo Ochoa - Rogadeliz – Francisco Rodríguez - Molazico – Hector Moreno - Juerzo – Efraín Juárez - Sajuan – Carlos Salcido - Casterraz – Israel Castro - Torada – Gerardo Torrado - Paolobani – Pablo Barrera | - Gurzallo – Andrés Guardado - Domino Samuz – Giovani Dos Santos - Tagozola – Alfredo Talavera - Ojahiz – Jonathan Orozco - Manatoz – Rafael Márquez - Dorazugna – Edgar Dueñas - Oloyio – Ricardo Osorio | - Tornares – Jorge Torres Nilo - Zatojo – Eduardo Zavala - Algorellez – Ángel Reyna - Zercia – Antônio Naelson - Bellanow – Christian Bermúdez - Equaherzo – Elías Hernández - Delanixabis – Aldo de Nigris |

 Panamá
| - Pesaton – Jaime Penedo - Rochatora – Román Torres - Basibeloy – Felipe Baloy - Mardeja – Adolfo Machado - Hemehaz – Luis Henríquez - Hegonto – Amílcar Henríquez - G. Peraz – Gabriel Gómez - Clemuque – Armando Cooper | - Ballehani – Nelson Barahona * - Blen Pief – Blas Pérez - Hejagto – Luis Tejada - Meigna – Kevin Melgar - Luimelaz – Luis Mejía - Catejos – Harold Cummings - Dalmaz – Eduardo Dasent - Damroza – Erick Davis | - Germuzo - Aramis Haywood - Gozca – Anibal Godoy - Boneilla – Eybir Bonaga - Quizanta – Alberto Quintero - Gavon Torthe – Gabriel Torres - Roroadez – Renan Addles - Rezquier – Luis Rentería |

 Paraguay
| - Vireal – Justo Villar - Da Siuva – Paulo da Silva - Vellar – Darío Verón - Madelocarza – Marcos Cáceres - Artonaz – Aureliano Torres - Rigrejo – Cristian Riveros - Onzargo – Néstor Ortigoza - Barteni – Edgar Barreto | - Bezuroma – Edgar Benítez - Santicrez – Roque Santa Cruz - Basquez – Lucas Barrios - Dalabazc – Diego Barreto - Jocinquo – Joel Silva - Maseho – Elvis Marecos - Aztoroz – Antolín Alcaraz - Elquavara – Enrique Vera | - Mogarlle – Víctor Cáceres - Misamodeo – Miguel Samudio - Carejo – Néstor Camacho - Ozlomarchan – Osvaldo Martínez - Holapabeza – Hernán Pérez - Neuton – Nelson Haedo Valdez - Oz Caranho – Óscar Cardozo |

 Venezuela
| - Reys Vent – Renny Vega - Pezra – Grenddy Perozo - Viscomariz – Oswaldo Vizcarrondo - Rocharlez – Roberto Rosales - Gavi Silque – Gabriel Cichero - Riveico – Tomás Rincón - Lucian – Franklin Lucena - Seil Gornaz – César González | - Aromga – Juan Arango - Mikhalis – Nicolás Fedor “Miku” - Sromtan – Salomón Rondón - Lei Morano – Leonardo Morales - Hergolha – Daniel Hernández Santos - Burgamonte – Jaime Bustamante - Sarhoute – Carlos Salazar - Giorajho – Giovanny Romero | - Grimquez – José Granados - Degohul – Giácomo Di Giorgi - Fpacoraz – Francisco Flores - Chaqinpo – Ángel Chourio - Oztoco – Yohandry Orozco - Sertoz – Luis Manuel Seijas - Mozleca – Alejandro Moreno |

### Asia
Arabia Saudita
| - Wazema An - Waleed Abdullah - Oslo Hamet - Osama Hawsawi - Ayrahzi - Rashed Al-Raheeb - Siazoil - Abdullah Shuhail - Mil Aisahgo - Mishaal Al-Saeed - Somari - Saud Kariri - Adalof - Abdoh Autef - Alinohadeer - Manaf Abushgeer | - Ausad Af - Ahmed Ateef - Agi Pakarani - Yasser Al-Qahtani - Adosheltan - Nasser Al-Shamrani - Zaga - Mabrouk Zayed - Shertan - Hussain Shaian - A. Mejiyamyuri - Hamad Al-Montashari - Ailo Mouth - Kamel Al-Mousa - Aruqumaz - Abdullaziz Al-Dosari | - An Musammad - Mohammad Massad - An Jilan - Taisir Al-Jassim - Molsi - Moataz Al-Musa - Abuagdo - Nawaf Al Abed - Alglorb - Mohammad Al-Shalhoub - Hagam - Naif Hazazi - Adorahaan - Abu Radiyah |

 Baréin
| - Malseer - Mahmood Abdullah (Error edad) (21) - A. Mastiqi - Abdulla Al Marzooqi - Ebon Alou - Ebrahim Al Mishkhas - Arbomale - Abdulla Omar - Adohaafi - Rashed Al Hooti - Hures Rapa - Husain Ali Baba - Afitog - Abdulla Fatadi - For Aike - Faouzi Aaish | - Aldarasik - Ismael Abdulatif (Error Edad)(24) - Aldaraben - Mahmoud Abdulrahman - Jonathang - Jaycee John - Alikamala - Abbas Khamis - Mlazemma - Ahmad Mushaima - Atohamaado - Saleh Abdulhamid Mahmeedi (Error edad)(28) - Aloyen - Abbas Ayyad - Hai Rark - Hamad Rakea Al Anezi | - Dalesaam - Dawood Saad (error edad)(23) - Sanmei - Mohammed Salmeed - Ayul Daam - Abdulla Al Dakeel - Aliasmu - Mahmood Al Ajmi - Salik Igza - Salman Isa - Aldowahda - Ali Abdulwahab Al Safi - Aldomaati - Abdulwahab Al Malood |

 China
| - Zema Qing - Zeng Cheng - Dong Wan - Du Wei - Zhang Pong - Zhao Peng - Zhu Laohan - Zhang Linpeng - Roi Hang - Rong Hao - Zhang Xirui - Zhao Xuri - Jia Kuan - Yang Hao - Qiu Guo - Qu Bo | - Yun Howe - Yu Hai - Dan Zhoxing - Deng Zhuoxiang - Yi Xago - Yang Xu - Yao Zou - Yang Zhi - Gun Den - Guan Zhen - Lin Xiubo - Li Xuepeng - Xue Jiening - Wang Qiang - Lin Jonpa - Li Jianbin | - Lie Jenqi - Liu Jianye - Li Moca - Zhou Haibin - Yuan Tan - Yu Tao - Wang Pukun - Huang Bowen - Hau Jarnan - Hao Junmin - Wan Su - Wang Song - Gam Lang - Gao Lin |

 Corea del Norte
| - Rim Mi Han - Ri Myong-Guk - Pak Hanchon - Pak Nam-Chol - Ri Kang Chol - Ri Kwang-Chon - Cho Jin Hyon - Cha Jong-Hyok - Jo Kwanlin - Jon Kwang-Ik - An Han Yol - An Yong-Hak - Rik Yoonbo - Ryang Yong-Gi - Ki Kanjo - Kim Kuk-Jin | - Pak Eun Dok - Pak Nam-Chol - Hong Tae Yun - Hong Yong-Jo - Chong Jung Won - Jong Tae-Se - Kim Min Gon - Kim Myong-Gil - Rin Kunil - Ri Kwang-il (error edad) - An Chonhyon - An Chol-Hyok - Pak Jun Chol - Pak Chol-Jin - Rim Kan Ho - Ri Kwang-Hyok | - Rim Jin Woo - Ri Jun-il - Ji Gwan Song - Ji Yun-Nam (error edad) - Chi Minguk - Ri Chol-Myong - Kim Sung Jin - Kim Yong-Jun - Mun Han Sok - Mun In-Guk - Choe Gun Chan - Choe Kum-Chol - Paf Chuwon - Pak Chol-Min |

 EAU
| - Magla Naara - Majed Naser - Akamouri - Hamdan Al Kamali - Walburehe - Walid Abbas - Sezafi - Khalid Sebil - Jomak - Yousif Jaber - Amadorim - Amer Abdulrahman - Supoil Khail - Subait Khater - Awayba - Ali Al-Wehaibi | - Ahadoram - Ismail Al Hammadi - I. Meiter - Ismail Matar - Khamlleh - Ahmed Khalil - Atalmoh - Obaid Al Tawila - Khroif - Ali Khasif - Moulo - Abdulla Mousa - Ghajema - Mohamed Ahmed Gharib - Juramed - Fares Juma | - Amie Marnak - Amir Mubarak - Apheli - Theyad Awana - Khanathe - Mahmoud Khamis - Alshaine - Mohamed Al-Shehhi - Kanadi - Saeed Al Kathiri (error altura) - Atres - Saeed Al Kass - Omadof - Omar Abdulrahman |

 Siria
| - Banthos - Musab Balhous - Dyarawa - Ali Diab - Dakim - Abdelkader Dakka - Astordawm - Belal Abduldaim - Adosayeb - Nadim Sabbagh (error edad) - Isim - Firas Essmael - Alhessan - Abdulrazak Al Hussein - An Hoauhen - Mahmoud Al Amenah | - Asaro - Wael Ayan - Mulev - Sanharib Malki * - An Shei - Mohamed Al Zeno - Redanazhar - Radwan Al Azhar - Alheiz - Adnan Al Hafez - Asubarof - Jihad Al-Baour (error altura) (186cm) - Amusaati - Ahmad Al Salih - Amel Agmar - Adel Abdullah | - Cheria - Louay Chanko - Salmini - Bwrhan Sahiwni - Tafdelam - Taha Dyab (error edad) - Aduram - Samer Awad - An Madab - Firas Al-Khatib - Halamof - Qusay Habib - Zahkim - Abdul-Fattah Al Agha |

### Europa
Bosnia y Herzegovina
| - Alazacch - Kenan Hasagić - Mutojvac – Adnan Mravac - Skarac – Emir Spahić - Majk – Mensur Mujdža - Lunec – Senad Lulić - Radvic – Elvir Rahimić - Metodjarni – Haris Medunjanin - Planac – Miralem Pjanić * | - Ivodovc – Vedad Ibišević - Mikinoric – Zvjezdan Misimović - Dzamqa – Edin Džeko * - Serdja – Ibrahim Šehić - Pdzola – Boris Pandža - Nartorac – Safet Nadarević - Bodjek – Muhamed Bešić - Vdjenoj – Ognjen Vranješ | - Sujavic – Muhamed Subašić - Matojic – Darko Maletić - Stonac – Semir Štilić - Iglanic – Senijad Ibričić - Salinavic – Sejad Salihović - Mrtovic – Zlatan Muslimović - Zenec – Ermin Zec |

 Eslovaquia
| - March – Ján Mucha * - Sirikael – Martin Škrtel * - Hucalon – Tomáš Hubočan * - Petralek – Peter Pekarík - Streamen - Dušan Švento - Kavac – Juraj Kucka * - Malov Cecf – Marek Čech - Jondelek - Erik Jendrišek | - Smalech – Miroslav Stoch * - Halitam – Marek Hamšík * - Holikom – Filip Hološko * - Penaros – Dušan Perniš - Dorka – Ján Ďurica - Saghene – Kornel Saláta - Mithoras – Ľubomír Michalík - Guerdo - Karim Guédé | - Komponek – Kamil Kopúnek - Welden – Vladimír Weiss* - Berbesik - Michal Breznaník - Jicela – Róbert Jež - Silanok – Stanislav Šesták - Bertas - Marek Bakoš |

 Gales
| - Hentrey – Wayne Hennessey - Conaizo – James Collins - Airbill – Ashley Williams - Garde – Chris Gunter - Dayne Coil – Danny Collins - Crims – Andrew Crofts - Leydon – Joe Ledley - Belasie – Craig Bellamy | - Beck – Gareth Bale * - Razrough – Aaron Ramsey * - Morshire – Steve Morison - Bowmore – Boaz Myhill - Blond – Jason Brown - Mortol – Craig Morgan - Earthong – Neal Eardley - San Raretts –Sam Ricketts | - Dalenardy – David Edwards - Danblat – Darcy Blake - Aleycort – Andy King - Vorssin – David Vaughan - Chanes – Simon Church - Cheberton – Ched Evans - Earltou – Robert Earnshaw |

 Montenegro
| - Mborajic – Mladen Božović - Dzambojic – Miodrag Džudović - Batiuja – Marko Baša - Satzek – Stefan Savić - Jorgavic – Milan Jovanović - Zmatojic – Elsad Zverotić - Norsevic – Mitar Novaković - Vumomiteic – Simon Vukčević | - Bosrocic – Branko Bošković - Vujudaic – Mirko Vučinić - Danojic – Radomir Đalović - Bkenac – Srđan Blažić - Barosi – Radoslav Batak - Parcovic – Savo Pavićević - Perajic – Luka Pejović - Floric – Ivan Fatić | - Vrobajic – Vladimir Božović - Pinkavic – Milorad Peković - Kateraban – Mladen Kašćelan - Jormac – Stevan Jovetić * - Berunoj – Fatos Bećiraj - Dekazpeic – Andrija Delibašić - Darghanvic – Dejan Damjanović |

 Serbia
| - Branec – Željko Brkić - Viricchi – Nemanja Vidić * - Srbonic – Neven Subotić * - Ikavic – Branislav Ivanović * - Korsevic – Aleksandar Kolarov * - D. Stankvic – Dejan Stanković * - Mihalinas – Nenad Milijaš - Krunacchi – Miloš Krasić | - Tokajic – Zoran Tošić - Lanec – Adem Ljajić - Pabelic – Marko Pantelić - Jertanovic – Bojan Jorgačević - Bindec – Milan Biševac - Rdjorevic – Slobodan Rajković - Nikonec – Pavle Ninkov - Ortamovic – Ivan Obradović | - Perinovic – Radosav Petrović - Nicorvic – Miloš Ninković - Kurtajic – Zdravko Kuzmanović - Tovarjak – Veseljko Trivunović - Josarolic – Milan Jovanović - Miruic – Nikola Žigić - Murnic – Dragan Mrđa |

 Ucrania
| - Shiltovski – Oleksandr Shovkovskiy - Chybnaskiy – Dmytro Chygrynskiy - Ravskyi – Yaroslav Rakitskiy - Fidako – Artem Fedetskiy - Olromatov – Oleksandr Romanchuk - Tylasetzk – Anatoliy Tymoshchuk - Slakhshenko – Taras Stepanenko - Glek – Oleh Husyev | - Yamlevko – Andriy Yarmolenko - Amle – Oleksandr Aliyev - Milentzki – Artem Milevskiy - Pinchev – Andriy Pyatov - Krachenko – Oleksandr Kucher - Milnan – Taras Mykhalyk - Madzyuemik – Vitaliy Mandzyuk - Orakov – Denys Oliynyk | - Romanin – Ruslan Rotan - Khutadyek – Ihor Khudobyak - Moyilov – Mykola Morozyuk - Korkhska – Yevhen Konoplyanka - Dovenko – Marko Dević - Shaltenko – Andriy Shevchenko - Seklasov – Yevhen Seleznyov |

## Estadios
Estos son los estadios que aparecen en Pro Evolution Soccer 2012, tanto los licenciados como los no licenciados.
Este año se añadieron el Allianz Arena de Alemania, el Weserstadion alemán con el nombre de Burg Stadion, el Emirates Stadium inglés como Royal London Stadium y el Juventus Stadium italiano. Además retornó el Stade de France.

### PC, Xbox 360 y PlayStation 3
| Número | Estadio                   | Nombre verdadero             | Localización              | Equipo                                |
| ------ | ------------------------- | ---------------------------- | ------------------------- | ------------------------------------- |
| 1      | Allianz Arena             | Licenciado                   | Alemania / Múnich         | Bayern de Múnich                      |
| 2      | Old Trafford              | Licenciado                   | Reino Unido / Manchester  | Manchester United                     |
| 3      | Wembley Stadium           | Licenciado                   | Reino Unido / Wembley     | Selección Inglesa                     |
| 4      | Camp Nou                  | Licenciado                   | España / Barcelona        | Barcelona                             |
| 5      | Santiago Bernabéu         | Licenciado                   | España / Madrid           | Real Madrid                           |
| 6      | Stade de France           | Licenciado                   | Francia / Saint-Denis     | Selección francesa                    |
| 7      | Stade Louis II            | Licenciado                   | Mónaco                    | Mónaco F.C.                           |
| 8      | Juventus Stadium          | Licenciado                   | Italia / Turín            | Juventus                              |
| 9      | San Siro                  | Licenciado                   | Italia / Milán            | AC Milan                              |
| 10     | Giuseppe Meazza           | Licenciado                   | Italia / Milán            | Internazionale                        |
| 11     | Stadio Olimpico           | Licenciado                   | Italia / Roma             | Lazio y Roma                          |
| 12     | Estádio do Dragão         | Licenciado                   | Portugal / Oporto         | F.C. Porto                            |
| 13     | Estádio José Alvalade     | Licenciado                   | Portugal / Lisboa         | Sporting de Portugal                  |
| 14     | Estádio da Luz            | Licenciado                   | Portugal / Lisboa         | Benfica                               |
| 15     | Amsterdam Arena           | Licenciado                   | Países Bajos / Ámsterdam  | Ajax y Selección de fútbol de Holanda |
| 16     | El Monumental             | Licenciado                   | Argentina / Buenos Aires  | Selección Argentina y River Plate     |
| 17     | Saitama Stadium 2002      | Licenciado                   | Japón / Saitama           | Urawa Red Diamonds                    |
| 18     | Burg Stadion              | Weserstadion                 | Alemania / Bremen         | Werder Bremen                         |
| 19     | Royal London Stadium      | Emirates Stadium             | Reino Unido / Londres     | Arsenal                               |
| 20     | Rose Park Stadium         | Villa Park                   | Reino Unido / Birmingham  | Aston Villa                           |
| 21     | Bristol Mary Stadium      | Veltins-Arena                | Alemania / Gelsenkirchen  | FC Schalke 04                         |
| 22     | Estadio del Nuevo Triunfo | Estadio Cornellá-El Prat     | España / Barcelona        | Real Club Deportivo Español           |
| 23     | Stade de Sagittaire       | Stade Gerland                | Francia / Lyon            | Olympique Lyonnais                    |
| 24     | Stadio Orione             | Stadio Angelo Massimino      | Italia / Catania          | Catania                               |
| 25     | Ville Marie Stadium       | Estadio Azteca               | México / Ciudad de México | América Selección de fútbol de México |
| 26     | Estadio de Escorpião      | Estadio Maracaná             | Brasil / Río de Janeiro   | Flamengo y Fluminense                 |
| 27     | Estadio Amazonas          | Estadio Defensores del Chaco | Paraguay / Asunción       | Selección de fútbol de Paraguay       |
| 28     | Estadio de Palenque       | Estadio Toyota               | Japón / Toyota            | Nagoya Grampus Eight                  |
| 29     | Konami Stadium            | Estadio Mundialista de Ulsan | Corea del Sur / Ulsan     | Ulsan Hyundai Horang-i                |
| 30     | Mohamed Lewis Stadium     | Estadio Mohamed V            | Marruecos / Casablanca    | Raja Casablanca y Wydad Casablanca    |

### PlayStation 2, XPeria, Wii y PlayStation Portable
| Número | Estadio                 | Nombre verdadero               | Localización              | Equipo                                                      |
| ------ | ----------------------- | ------------------------------ | ------------------------- | ----------------------------------------------------------- |
| 1      | Allianz Arena           | Licenciado                     | Alemania / Múnich         | Bayern de Múnich, Selección Alemana                         |
| 2      | Blautraum Stadion       | Schüco Arena                   | Alemania / Bielefeld      | Arminia Bielefeld                                           |
| 3      | Old Trafford            | Licenciado                     | Reino Unido / Mánchester  | Manchester United                                           |
| 4      | Wembley Stadium         | Licenciado                     | Reino Unido / Wembley     | Selección Inglesa                                           |
| 5      | Camp Nou                | Licenciado                     | España / Barcelona        | Barcelona                                                   |
| 6      | Santiago Bernabéu       | Licenciado                     | España / Madrid           | Real Madrid, Selección Española                             |
| 7      | Stade Louis II          | Licenciado                     | Mónaco                    | Mónaco F.C.                                                 |
| 8      | San Siro                | Licenciado                     | Italia / Milán            | AC Milan                                                    |
| 9      | Giuseppe Meazza         | Licenciado                     | Italia / Milán            | Internazionale                                              |
| 10     | Stadio Olimpico         | Licenciado                     | Italia / Roma             | Lazio, Roma, Selección Italiana                             |
| 11     | Estadio Ennio Tardini   | Licenciado                     | Italia / Parma            | Parma F.C.                                                  |
| 12     | Estadio Artemio Franchi | Licenciado                     | Italia / Florencia        | Fiorentina                                                  |
| 13     | Estádio do Dragão       | Licenciado                     | Portugal / Oporto         | F.C. Porto                                                  |
| 14     | Estádio José Alvalade   | Licenciado                     | Portugal / Lisboa         | Sporting de Portugal                                        |
| 15     | Estádio da Luz          | Licenciado                     | Portugal / Lisboa         | Benfica, Selección Portugal                                 |
| 16     | Amsterdam ArenA         | Licenciado                     | Países Bajos / Ámsterdam  | Ajax, Selección Holandesa                                   |
| 17     | Estadio de Escorpião    | Estadio Maracaná               | Brasil / Río de Janeiro   | Flamengo, Fluminense, Selección Brasileña                   |
| 18     | El Monumental           | Licenciado                     | Argentina / Buenos Aires  | River Plate, Selección Argentina                            |
| 19     | Estadio Gran Chaco      | La Bombonera                   | Argentina / Buenos Aires  | Boca Juniors                                                |
| 20     | Amerigo Atlantis        | Mapfre Stadium                 | Estados Unidos / Columbus | Columbus Crew, Selección Estadounidense                     |
| 21     | Saitama Stadium 2002    | Licenciado                     | Japón / Saitama           | Urawa Red Diamonds, Selección Japonesa                      |
| 22     | Nakhon Ratchasima       | Estadio Asiad de Busan         | Corea del Sur / Busan     | Busan IPark Football Club                                   |
| 23     | Cuito Cuanavale         | Estadio Free State             | Sudáfrica / Bloemfontein  | Bloemfontein Celtic, Free State Cheetahs y Central Cheetahs |
| 24     | Club House              | No Existe (Posible:Dean Court) | Reino Unido / Inglaterra  | No Tiene (Posible:AFC Bournemouth)                          |

|  |

## Balones
La lista de balones de PES 2012 es la siguiente:
| - Classic - Plain - WE-PES 2002 - WE-PES 2003 - WE-PES 2007 - WE-PES 2008 - WE-PES 2009 claw - WE-PES 2010 - WE-PES 2011 - WE-PES 2012 | - Adidas Speedcell - Adidas Predator X-ite - Nike Seitiro - Nike Mercurial Vapor - Puma v1.10 - Puma King Ball - Puma Powercat 1.10 Ball - Umbro Neo Pro High Visibility - Umbro Neo Pro | - Nike Tracer Libertadores - Adidas UEFA Champions League Finale 11 - Adidas UEFA Champions League Finale Wembley - Adidas UEFA Europa League 11 - Adidas UEFA Super Cup 11 - Nike Seitiro Liga BBVA - Puma Ball Ligue 1 |

3.ª columna: además, hay balones que son exclusivos de la UEFA Champions League, UEFA Europa League, UEFA Super Cup, Copa Santander Libertadores, Liga BBVA y Ligue 1, los cuales no se pueden seleccionar.

## Actualizaciones

### J League
Vienen los equipos de la J. League, tanto de la Division 1 como la Division 2. Fue lanzado el 1 de marzo de 2012. Es un contenido exclusivo para Japón.

### Versión 1.01
- Nuevas características para el modo myPES.
- Mejoras en la IA del juego.

### Versión 1.02
- Mejora la experiencia de juego en aspectos tales como patadas, movimientos del portero y los tiros penales.
- Mayor transparencia de la pantalla el diagrama del juego (las estadísticas de los jugadores son más fáciles de ver).
- Resolución del problema que hace que el juego se bloquee en el juego en línea.
- La solución de los problemas encontrados en varios modos de juego de menor importancia, incluyendo Ser una leyenda.[9]

### Versión 1.03
- Mejoras en las reacciones de los porteros cuando les pegan desde lejos y es más difícil anotar goles.
- Arreglos en algunos problemas nacidos en la mecánica del juego.
- Ajustes en el modo On-Line para que resulte más sencillo encontrar oponentes con habilidades similares a las nuestras y pequeños ajustes en los tiros libres y en los penaltis.
- Arreglos de "bugs" apenas perceptibles.[10]

### Actualización 1.00
El 11 de octubre de 2011, el primer DLC del PES 2012, contiene 13 nuevos botines, de Adidas, Nike y Puma. Mientras que el kit de actualización incluye 29 equipos, actualizando sus uniformes, transferencias y habilidades de los jugadores y equipos. PES 2012 disponible para Wii viene con la actualización 1.00 en referencia a los traspasos.
Notas

UCL – Actualización de Champions League

UCL+DLC – Actualización de Champions League, más DLC Kit

UEL+DLC – Actualización de Europa League (Modo Champions League), más DLC
Botas nuevas:
| - Adidas adipower Predator - Black/Blue/Electricity - Adidas F50 adizero Prime - Blue/White/Slime - Adidas F50 adizero Prime - Anodized Purple/Electricity - Adidas adiPURE IV - Black/Electricity - Adidas adiPURE IV - Black/Zero Metallic/Blue - Nike CTR360 Maestri II Elite - Black/White/Challenge Red - Nike Mercurial Vapor Superfly III - Volt/Purple/Retro | - Nike Mercurial Vapor Superfly III - Granite/Purple/White/Red - Nike T90 Láser III Elite - Blue Dusk/Volt/Black - Nike Tiempo Legend IV Elite - Black/White/Orange - Puma PowerCat 1.10 - Red/Black/Silver - Puma V1.11 - Black/White/Blazing Yellow - Puma King Finale - Black/Black/Gold |

Los botines nuevos no estarán disponibles para PS2 solo disponible para PS3

### Actualización 2.00
El DLC fue lanzado el 27 de diciembre del 2011 y contiene 14 pares de botas, 3 nuevos balones y nuevos uniformes, además de actualizaciones en pases del mercado de Invierno en algunos equipos.
Botas nuevas:
| - Adidas F50 adizero Speed - Red/Yellow/White - Adidas F50 adizero Speed - Black/Orange/Green - Adidas adipower Predator Control - Black/Orange/White - Adidas adipower Predator Control - White/Blue/Black - Nike CTR360 Complete Control - White/Purple/Gray - Nike Mercurial Vapor Superfly III - Gray/Black/Pink - Nike T90 Láser IV - White/Orange/Black | - Nike Tiempo Legend IV Masterful Class - White/Gold - Mizuno Ignitus - Purple/white - Mizuno Sonic - White/Black/Pink - Mizuno Morelia Neo - Green/Black - Umbro Speciali 92 - Black/White - Umbro GT - White/Orange - Umbro Geometra - Black/Blue |

Balones nuevos:
| - Adidas F50 Ball - Puma V5.11 Ball - Umbro Neo Pro High-Vis |

### Actualización 3.00
Ésta actualización fue lanzada en marzo de 2012. Contiene las nuevas camisetas de España, Alemania y Japón, y un nuevo balón, además de que se actualizaron los equipos con las transferencias del mercado de pases de invierno.
Botas nuevas:
- Adipower Predator - Green/Blue
- Adizero F50 Speed - Blue/Red
- Adipure 11 Pro - White/Black
- Nike T90 Deadly Strike - Pink/Black
- Nike Tiempo Masterful Class - White/Red
- Nike Mercurial Explosive Speed - Violet/White
- Nike CTR360 Complete Control - Blue/Orange

Balones nuevos:
- Adidas Finale Munich 2012

### Actualización 4.00
Este DLC fue lanzado en abril de 2012. Se añade la "Copa Santander Libertadores 2012".

## Banda sonora
- Alex Malheiros & Banda Utopía - "TheWave"
- Casiokids - "Dresinen"
- Cold Cave - "Life Magazine"
- Fear, and Loathing in Las Vegas - "Jump Around"
- Foals - "This Orient (Starkey Remix)"
- Goose - "Black Gloves (The Bloody Beetroots Remix)"
- Jupiter - "Vox Populi"
- Spector - "Elektrify (Radio Edit)"
- Sub Focus - "Rock It"
- The Chemical Brothers - "Swoon (Boys Noize Summer Mix)"